# TTT

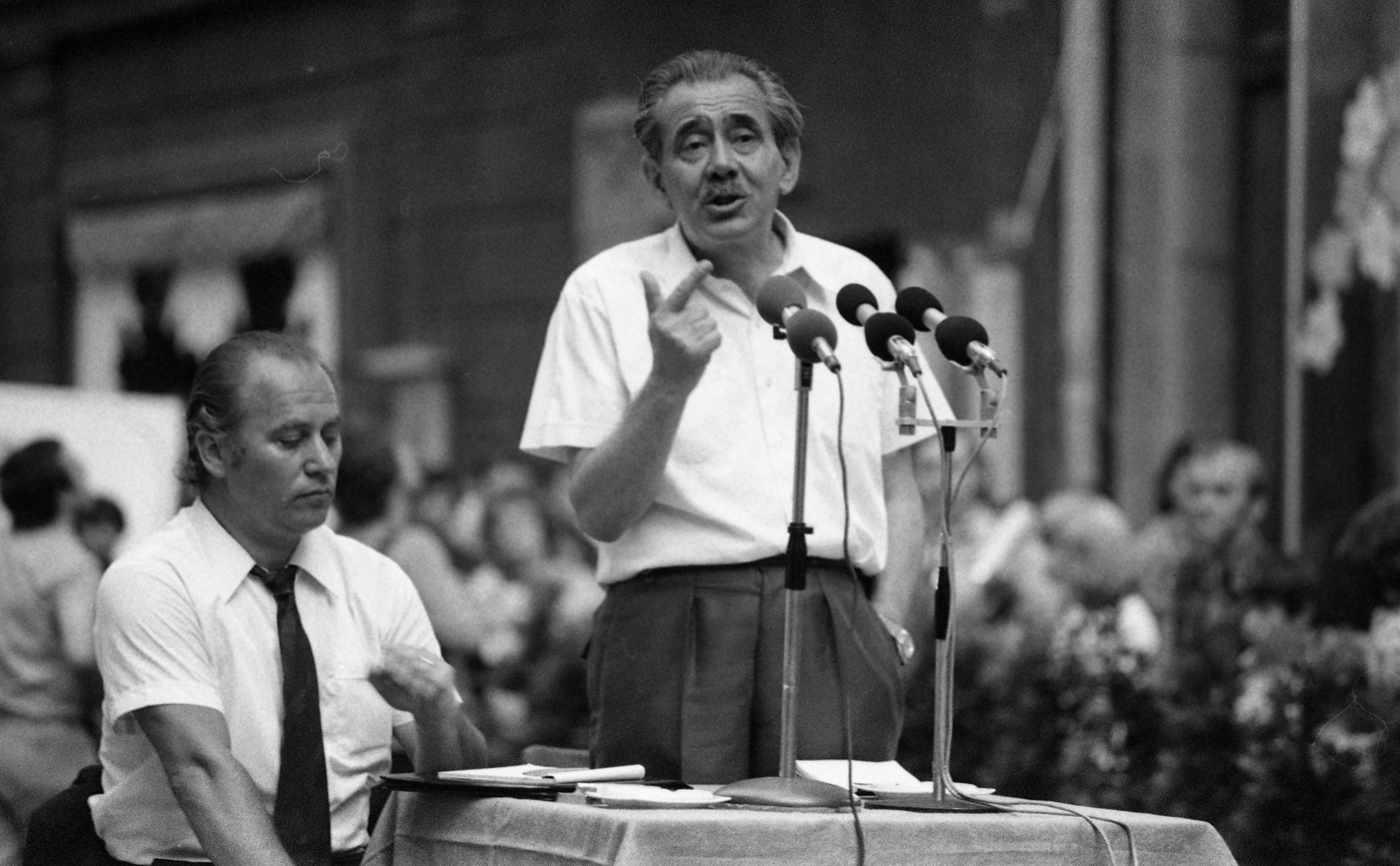
A Magyar Népköztársaságban a kifinomult „Tiltott, Tűrt, Támogatott” cenzúra gyakorlata Aczél György kommunista kultúrpolitikus nevével kapcsolódott össze

Tiltott, Tűrt, Támogatott (a szavak sorrendje néha változó), azaz a „Három T” a kommunista kultúrpolitika „terméke”. Közismerten működött a Szovjetunióban a támogatás és a tiltás, majd a második világháború után hamarosan a befolyási övezetébe tartozó szocialista országok is importálták. Magyarországon az úgynevezett Három T kifinomultabb, honosított változata a köztudatban Aczél György nevéhez kapcsolódik, pedig már az ő fellépése előtt is jól „működött”.

## Kialakulása és működése

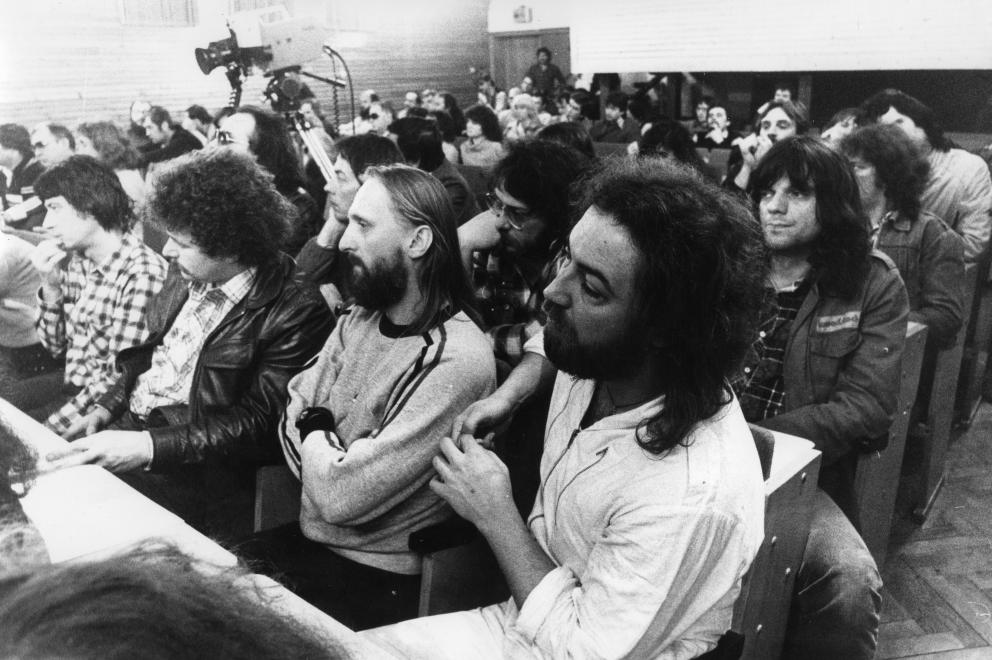
A korabeli zenészek központi szervezésű találkozója az állami vezetőkkel Tatán, 1981-ben. Bródy János, Várkonyi Mátyás, Benkő László, Molnár György, mögöttük Frenreisz Károly, Sztevanovity Zorán, Presser Gábor, Földes László (Hobo), bal oldalon, szemüvegben S. Nagy István, hátrébb, a kamera mögött a szélen Som Lajos (Az eseményről Almási Péter forgatott dokumentumfilmet.)

Már a Rákosi-korszak tudományos és művészeti életére (is) jellemző volt az úgynevezett kézi irányítás. 1948 után betiltottak minden kormánytól független kulturális szervezetet, folyóiratokat. A közvetlen politikai irányításnak a művészeti, tudományos területeken intézményes hivatali rendszere is volt.
A képzőművészet és iparművészet területén alkotók számára a „munkaelosztó bizottság” határozta meg, hogy ki milyen megrendelést kapjon, kaphat. A törvény által szigorúan meghatározott zsűrizés kényszere segítette, hogy látszólag a művészeti színvonal megtartása érdekében végzett munka során leginkább ideológiai kérdéseket szem előtt tartva válogassák ki a műveket. A művészet különböző ágait mint a politikai propaganda eszközét igyekeztek irányítani, felhasználni.
A mű és alkotója elválaszthatatlan, tehát azok a művészek, akik a politikailag nemkívánatos „imperialista” művészeti stílusokhoz kapcsolódó műveket hoztak létre, legyenek azok alkotóművészek (például: képzőművészek, iparművészek, szerzők, írók, költők) vagy előadóművészek (például: énekesek, színészek, zenészek), maguk is nemkívánatosak lettek. Ők kerültek a le nem írt, de a politikai bürokrácia olajozottan működő gépezetében ismert Tiltott kategóriába. Találunk példát arra is, hogy meggyőződéses baloldali alkotókat – ma már nyilvánvaló – progresszív művészeti tevékenységük miatt szigeteltek el (például: Kassák Lajost).
A politikailag megbízható, a rendszert kritika nélkül kiszolgáló alkotók jelentették az ellenpólust, akik az állami kitüntetések és elismerések mellett, a többség számára elérhetetlen, esetenként rendkívül kiemelkedő anyagi elismerésben részesültek. Ők alkották a Támogatott művészek csoportját, számtalan megrendelést kaptak, alkotásaikat rendszeresen az állampárt mecenatúrájának köszönhetően bemutathatták külföldön, a „nyugati” országokban is. Mint szakértők meghatározták, hogy ki milyen megrendelést kaphat, nyilvánosság elé kerülhet-e művészete.
A két szélső pont között helyezkedtek el a Kádár-rendszer szabadabb légkörében megjelenő Tűrt kategóriába tartozó alkotók. Sokan a Tűrt és Tiltott besorolás között „ingáztak”, természetesen nem saját belátásuk, hanem a hatalom kénye-kedve szerint. Itt az átmenet már megvolt, de ebből a helyzetből a támogatott körbe bekerülni csak kivételes esetben lehetett.
A Művelődésügyi Minisztérium fennhatósága alá tartozó Színházi és Zenei Főigazgatóság 1959-ben megalapította a hírhedt Táncdal- és Sanzonbizottságot, amely a korabeli könnyűzenei szakma számára meghatározó cenzúra szerepét töltötte be.
A Kádár-rendszer fokozatos „felpuhulása” következtében ez a három kategória is szétfoszlani látszott, de gyakorlatilag a rendszerváltásig megmaradt.
1981-ben elkezdődött a szabadfoglalkozású zenei előadóművészek szakszervezetének megalakulása, amitől a hatalom – az ekkor zajló lengyelországi események miatt is – először volt hajlandó a hazai könnyűzenészekkel szakmai párbeszédet folytatni. Az évtized folyamán olyan, a hazai kultúrpolitikától távoli külföldi előadók koncertjei is megrendezésre kerülhettek, mint az Iron Maiden 1984-es, a Depeche Mode 1985-ös, vagy a Queen 1986-os budapesti fellépései.

## Lásd még
- Erdős Péter (menedzser)